# Starci (1971.)
Starci je hrvatski kratki film.

## Opis filma
Trajanje: 11 minuta
U glavnim ulogama su:
- Mato Grković

- Rudolf Kukić

- Zvonimir Rogoz

Prema djelu Antuna Šoljana.

## Radnja filma
Radnja se zbiva u vrijeme ljeta.